# بلومینگدیل، نیوجرسی
بلومینگدیل (به انگلیسی: Bloomingdale) شهری در ایالت نیوجرسی کشور ایالات متحده آمریکا است که جمعیت آن در سرشماری سال ۲۰۱۰ میلادی، ۷٬۶۵۶ نفر بوده‌است.